# Kościół św. Teresy od Dzieciątka Jezus w Szymbarku
Kościół św. Teresy od Dzieciątka Jezus w Szymbarku – rzymskokatolicki kościół parafialny w Szymbarku należący do parafii św. Teresy od Dzieciątka Jezus w Szymbarku w Dekanacie Stężyca diecezji pelplińskiej.

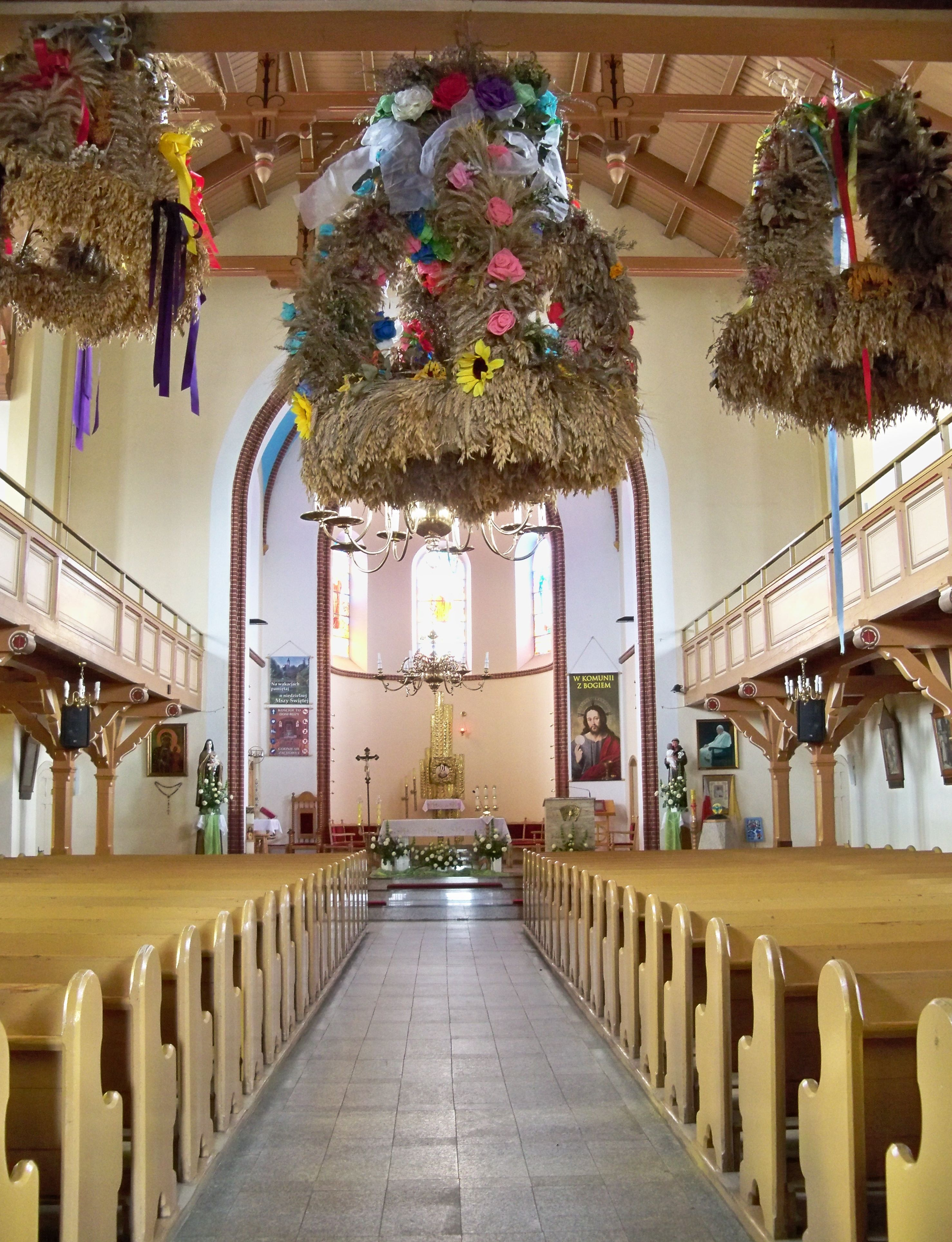
Wnętrze kościoła

Kościół został zbudowany w latach 1882-1884 jako ewangelicki. Po II wojnie światowej został przejęty przez katolików. 
W okresie II Rzeczypospolitej kościół był we władaniu parafii liczącej 2208 wiernych i należącej do Superintendentury Kartuzy Ewangelickiego Kościoła Unijnego.
Według rejestru zabytków Narodowego Instytutu Dziedzictwa na listę zabytków wpisany jest kościół ewangelicki, obecnie rzymskokatolicki parafialny pw. św. Teresy od Dzieciątka Jezus z lat 1882-84, nr rej.: 154 z 2.12.1961.